# Theodor Carstenn
Richard Gregor Theodor Carstenn (* 12. März 1855 in Lütjenburg bei Kiel, Königreich Dänemark; † 5. Dezember 1892 in Elbing, Provinz Westpreußen, Deutsches Reich) war ein deutscher Kantor, Musiklehrer und Musikpublizist.

## Leben und Wirken
Der Vater Theodor Carstenn (* 1816) war Lehrer in Lütjenburg, das in dieser Zeit dänisch war. 1860 zog die Familie nach Kiel. Dort besuchte Theodor Carstenn das Gymnasium und studierte ab 1877 an der Universität Evangelische Theologie, allerdings ohne einen Abschluss. In dieser Zeit wandte er sich der Kirchenmusik zu und ließ sich von verschiedenen Lehrern ausbilden. Er spielte auch Orgel an der Hauptkirche als Vertretungsdienst. Seit 1880 konnte er am Institut für Kirchenmusik in Berlin studieren, nachdem er dafür ein Stipendium erhalten hatte.
1882 wurde Theodor Carstenn Kantor an der St. Marienkirche in Elbing, außerdem Gesangslehrer am Königlichen Gymnasium und Leiter des Städtischen Kirchenchores. Er bemühte sich in seinen Schriften, das Verständnis für einzelne Musikwerke zu vertiefen. Außerdem verfasste er einen Katalog der umfangreichen Musikbibliothek der Marienkirche und übertrug einzelne Kompositionen in eine moderne Notenschrift.
1892 starb Theodor Carstenn im Alter von 47 Jahren nach einer schweren Krankheit.

## Ehe und Nachkommen
Theodor Carstenn war mit Ella Heinrich (1857–1941), Tochter des Justizrats Heinrich, verheiratet. Diese wurde Lehrerin und leitete nach 1905 die wichtigsten Frauenrechtsvereine in Elbing. Sie hatten drei Kinder.
- Edward Robert Wilhelm Carstenn (1886–1957), Hochschullehrer und Regionalhistoriker in Elbing
- Max Georg Friedrich Carstenn (1888–1970), Gymnasiallehrer und Altphilologe in Göttingen
- Wanda Carstenn (1890–1977), Lehrerin in Elbing, lebte später in Göttingen

## Veröffentlichungen
Theodor Carstenn verfasste verschiedene Schriften zum Musikleben der Stadt Elbing sowie Programme für Konzerte des Elbinger Kirchenchores. Er schuf eine  Pianofortefassung von der Oper Rinaldo von Georg Friedrich Händel. Außerdem war er Musikrezensent für die Elbinger Zeitung von 1884 bis 1890.

### Schriften
- mit Franz Xaver Haberl: Über Kataloge von Musikbibliotheken, 1885.
- Einführungen in Musikwerke, um 1885.
- Chronik des Elbinger Kirchenchores, 1886–1890.
- Warum der Elbinger Kirchenchor verdient, von der Provinz unterstützt zu werden, 1890.
- Katalog der St. Marienbibliothek zu Elbing. In: Kirchenmusikalisches Jahrbuch, Jg. 11 (1896), S. 40–49 Digitalisat, posthum veröffentlicht (und vervollständigt).

### Programme und Noten
- Carl Maria von Weber, E Dur Polacca; C. H. Sämann, Grab in Busento, [ohne Jahr]
- Felix Mendelssohn Bartholdy, Paulus, 1887, Libretto für den Chor mit einführenden Erklärungen
- Konzert des Elbinger Kirchenchores zur Feier des kirchlichen Todtenfestes, 1888  Digitalisat
- Elbinger Kirchenchor. Gedenkfeier für weiland Kaiser Wilhelm I., 1889
- Georg Friedrich Händel, Rinaldo, Oper, um 1890, Fassung für Pianoforte
- Georg Friedrich Händel, Theodora, Oper, Bergedorf bei Hamburg 1926